# ミニミ軽機関銃
ミニミ軽機関銃（英語: MINIMI Light Machine Gun）は、ベルギーのFNハースタル社が開発した軽機関銃である。

## 概要
フルオート射撃のみ可能な軽機関銃として設計され、銃身交換を容易にする携行ハンドルを兼ねた銃身交換ハンドルを有し、伸縮機能のある二脚（バイポッド）が備わる。従来のリンクベルト付給弾に加えて、NATO規格の弾倉（STANAG マガジン）が使用可能なのも特徴。
歩兵部隊での分隊支援火器としての運用のほか、回転式銃座（ターレット）を用いて車載機銃としてや、三脚架（トライポッド）での運用をする採用国もある。これに加えて空挺部隊向けなど複数のモデルが存在し、本銃をベース・参考にした軽機関銃の開発も行われた。また、当初は5.56x45mm NATO弾を使用する銃として登場したが、後に7.62x51mm NATO弾を使用するモデルも派生した。
1970年代後半からセールスが開始され、1980年代より各国で採用が進み、現在では45か国以上で運用されている。またFN社のみならずカナダ、オーストラリア、イタリア、インドネシア、日本、スウェーデン、ギリシャ、スイスでライセンス生産も行われた。
1989年のパナマ侵攻や1990年の湾岸戦争を始めとして、コソボ紛争、アフガニスタン紛争、イラク戦争など様々な戦場や紛争地で運用され、優れた射撃性能や信頼性から高い評価を獲得し、各国での採用もあり傑作軽機関銃の一つに数えられる。

## 名称
ミニミ（MINIMI）とは、フランス語で「小型機関銃」を意味する「MINI Mitrailleuse」ミニ・ミトラィユーズ）を略したものである。 オーストラリア国防軍は7.62mm弾モデルを「マキシミ」（MAXIMI; 「最大」を意味する「マキシマム」（maximum）と「ミニミ」（MINIMI）との合成語）と称している。日本でも制式名称にMINIMI（ミニミ）の名が用いられた一方で、採用国独自の命名がされる場合もあった（後述）。

## 来歴

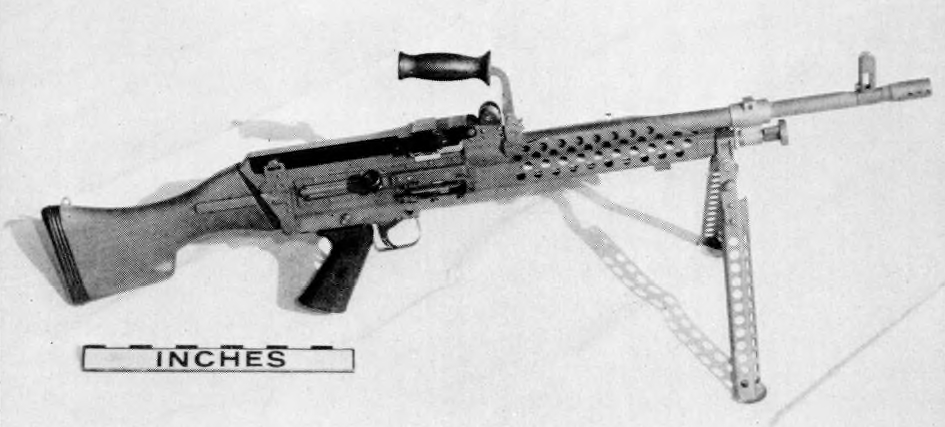
1975年の時点でのプロトタイプ

第二次世界大戦中、ベルギーがナチス・ドイツに占領されたことで（ベルギーの戦い）、同国の国営造兵廠（FN）は事業縮小を余儀なくされたが、占領状態から解放されるとともに活動を再開した。1958年には汎用機関銃（MAG）が発表されたが、これはドイツのMG42とアメリカ合衆国のBARを参考にしたものであり、同社の主力商品の一つとなった。
MAG機関銃は、発表と同年にはイギリス軍にも採用され、1961年からはL7汎用機関銃としてライセンス生産も開始された。しかし同銃は堅牢で信頼性と射撃性能に優れる一方、やや重く嵩張る銃でもあった。このことから、イギリス陸軍の特殊空挺部隊（SAS）は、より軽量で機動性の良い機関銃を求めるようになった。これに応じて開発されたのが本銃であり、1974年には複数のプロトタイプが登場した。
当時、アメリカ陸軍もベトナム戦争の戦訓を踏まえて分隊支援火器（SAW）計画をスタートさせ、分隊レベルで使用するための軽機関銃の調達を志向していた。FN社でも、世界最大の兵器市場への参入を狙って、1974年よりSAW計画の競争試作に参加した。1979年からの比較試験において好評を博し、またその試験での指摘事項をバックフィットしながら改良を重ねて、1984年よりM249軽機関銃として配備が開始された。

## 設計
上記の来歴により、当初はMAGと同じ7.62x51mm NATO弾を使用するものとして開発されていたが、後には同社のCAL小銃向けに自社開発していた5.56x45mm弾（SS109弾）を使用するように方針転換された。その後、2000年代初頭になると、アメリカ特殊作戦軍の要請に応じて7.62mm口径モデルも開発され、2006年には一般的なラインナップにも加えられた。オーストラリア軍では、7.62mm口径モデルのことをマキシミ（「最大」を意味する"maximum"と「ミニミ」との合成語）と称している。
2013年に発表されたMk.3シリーズでは、変換キットを使うことで5.56mm、7.62mm双方に口径を変更することができる。また、既存のミニミはMk.3に改修可能（部分的な改修も可能）である。

### 送弾機構
初期の試作型はリンクベルト付弾薬（M27リンク）のみを使用する設計だったが、後に小銃用と同様の弾倉も使用できる複合式給弾機構が設計されて、1977年にアメリカで特許が申請された。開発当初は同社のFNC小銃用の弾倉しか使えなかったが、後にM16用のSTANAG マガジンからも給弾できるように改められた。ただし上記の7.62mm口径モデルや、特殊作戦用のMk 46では、弾倉からの給弾機構は省かれている。
弾薬帯で給弾する場合、機関部下方に200発容量のプラスチック製ボックスか100発容量の布製パックを装着して、弾薬帯を収容しておくことができる。ただし200発容量のプラスチック製ボックスは、特に初期のモデルにおいて銃との装着部分に不具合があり、行軍や突撃の際に銃から脱落する事故が多発したほか、ボックス内で弾薬が動いて音を立てるという問題もあり、容量が少なくとも布製パックのほうが好まれる傾向があった。後に200発容量の布製パックが開発され、2008年には制式に加えられたが、2006年の時点でイラク戦争・アフガニスタン戦争でM249を使用した経験がある射手341名に対して行われた調査では、200発容量のプラスチック製ボックスと布製パックを好む射手はそれぞれ21パーセントに留まり、40パーセントの射手が依然として100発容量の布製パックを選ぶと回答した。

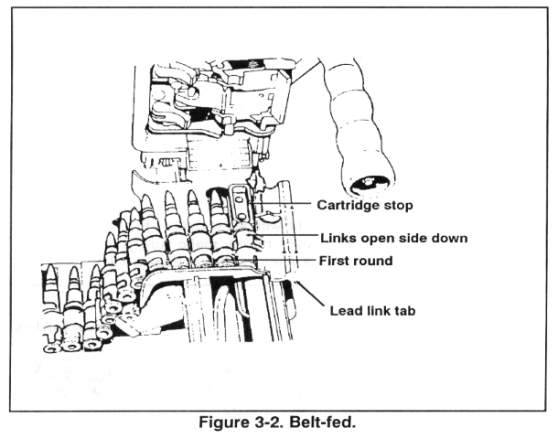
ベルトリンクにより繋がれた弾丸をフィードパンに乗せた様子
射手側から見た、STANAG マガジン（左）またはベルトリンク（右）による給弾装置の位置関係

### 自動機構
本銃は試作段階からガス圧作動方式（ロングストロークピストン）で設計された。この点ではMAGと同様だが、閉鎖機構については、MAGはティルトボルト式を採用していたのに対し、本銃ではロータリーボルト式となっており、ボルトは3個のロッキングラグを備えている。
ミニミの基本型では、ガスシステムにはガス規制子（ガス流入量調節器）が備えられており、通常以外に「悪条件下」のセッティングを選択できる。このセッティングではピストンに流入するガス量を増やすことで、自動機構内部に火薬の燃えカスが溜まっていても作動させることができるほか、これらが溜まっていないクリーンな状態であれば連射速度を上げる効果もある。ただし、アメリカ軍のM249軽機関銃ではガス規制子は省かれた。

### 銃身部
銃身内部はクロームメッキが施され、SS109弾（5.56mm NATO弾）に対応したものはライフリング転度1-7、M193弾に対応したものは1-12になっている。標準的には465ミリ長の銃身を使用するのに対し、空挺型や特殊作戦型では348ミリ長の短銃身が使用され、この場合、初速は925メートル毎秒から866メートル毎秒に低下、有効射程も1,000メートルから600～800メートルに短縮する。
銃身は、銃本体の左側面にある固定レバーを操作して、素早く取り替えることができる。銃身とガスシステムは一体化されており、銃身交換の際には両方を一緒に交換する。この交換の際には銃身交換ハンドルを使用するが、これは銃そのものの携行ハンドルを兼ねており、M249のPIP改修モデルやミニミMk.3では折りたたみ式となった。また同時に、銃身交換などの際に過熱した銃身に触れて熱傷を負わないよう、ハンドガードにヒートカバー（上部被筒）も追加された。
標準的なマウントとして、銃身のガスシリンダー部に一体型の二脚架が装着されている。二脚には多数の孔があけられて軽量化が図られているほか、後には伏せ撃ちの際に高さを三段階に調節することができるように改良された。

### 照準器
標準的な照準器は照門照星式のもので、照星は上下、照門は上下左右の調整が可能である。照門は環孔式で、100メートルから1,000メートルまで、100メートルごとに調整できる。ただし1,000メートル級の射程での交戦は主として地域目標に対するものであり、実用上の金属サイトの最適射程は300～600メートル程度である。
また後のモデルではピカティニー・レールが装備され、各種の光学照準器や暗視装置を装着できるようになった。アメリカ軍では、機銃用光学照準器（Machine Gun Optic, MGO）として、TA11MGO-M249やM145を広く配備している。

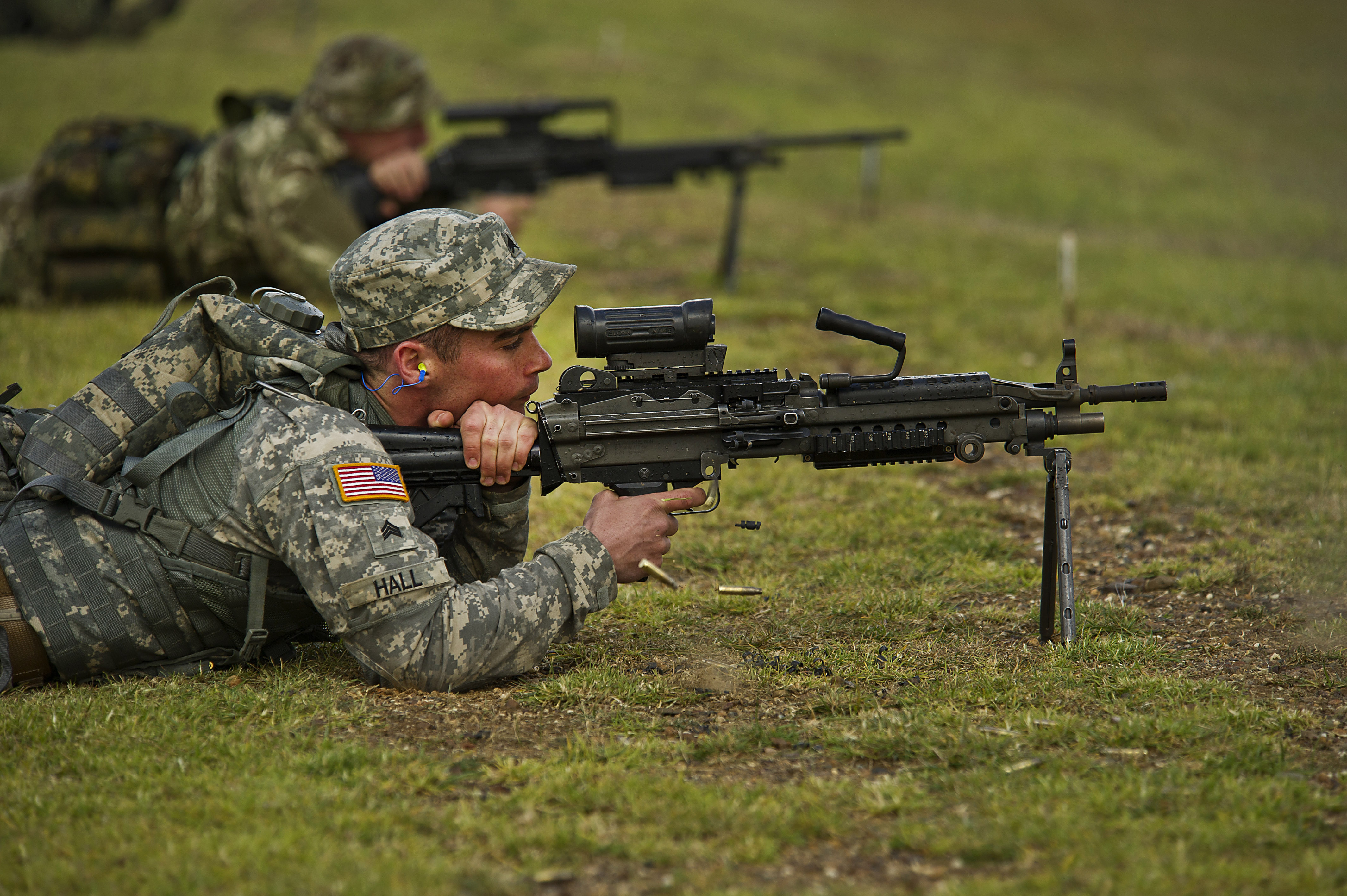
派生型の専用ストック・Elcan C79を装着したM249 パラトルーパー
Elcan C79 スコープを取り付けたC9を使用するカナダ軍兵士

### 銃床
初期の標準モデルでは、2本の金属製チューブで構成されたスケルトン構造の銃床を備えており、アルミ製の床尾板には床尾上板が装備されていた。またこれは、内部に緩衝器を備えたポリマー製の銃床に交換することもできた。これに対し、空挺モデルでは回転させて伸縮させることができる銃床を備えていた。その後、金属製スケルトン構造の銃床は照準しにくく、また寒冷地での使用に問題があると指摘されて、ポリマー製の銃床が標準装備となった。
2013年に発表されたMk.3シリーズでは、人間工学に基づいて設計された、一部チューブ状になった伸縮式の銃床が標準装備となった。これはボディアーマーなど射手の装備に応じて5段階に長さを調節でき、また光学照準器を使用した頬付け射撃に対応できるように調整可能なチークピースも装着された。一方、M249の空挺モデルでは、M4カービンのものと似た伸縮型銃床が導入された。

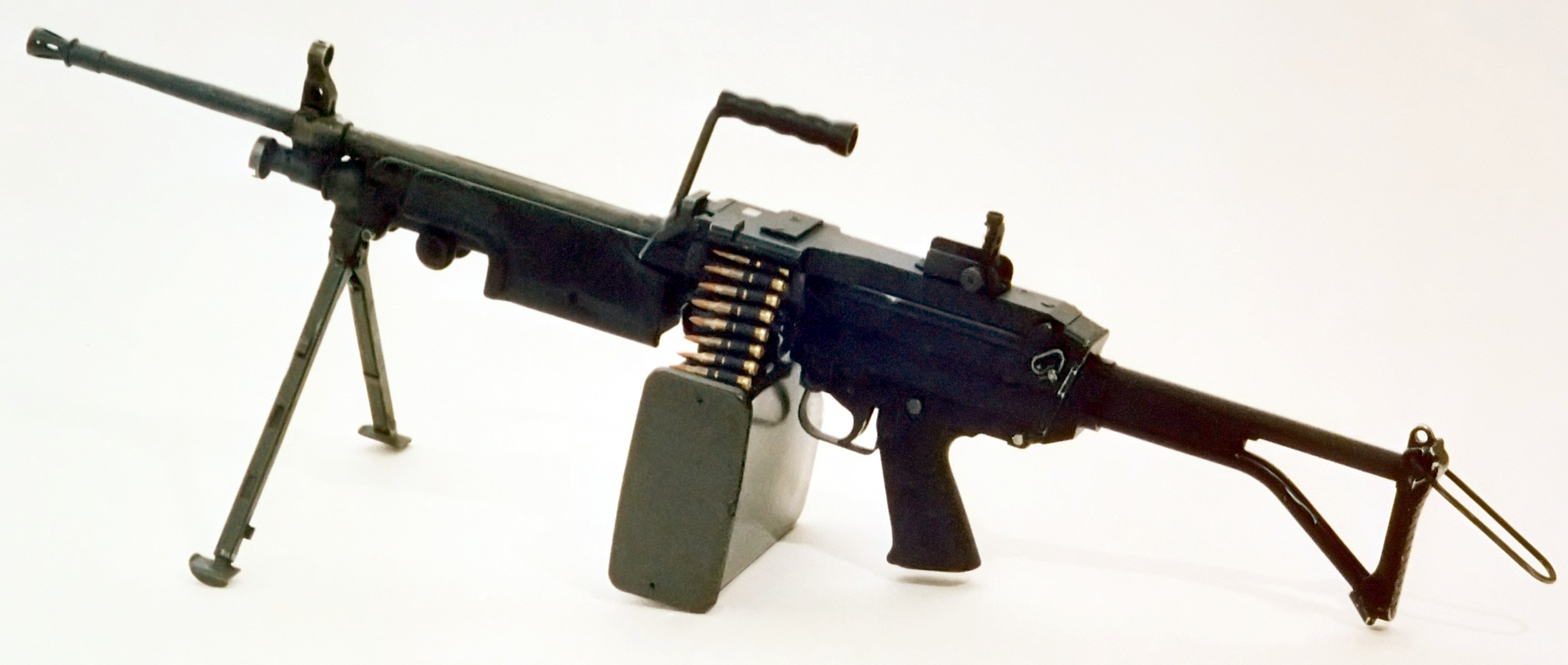
ミニミ初期モデル スケルトン構造の銃床を備え、床尾上板を跳ね上げている
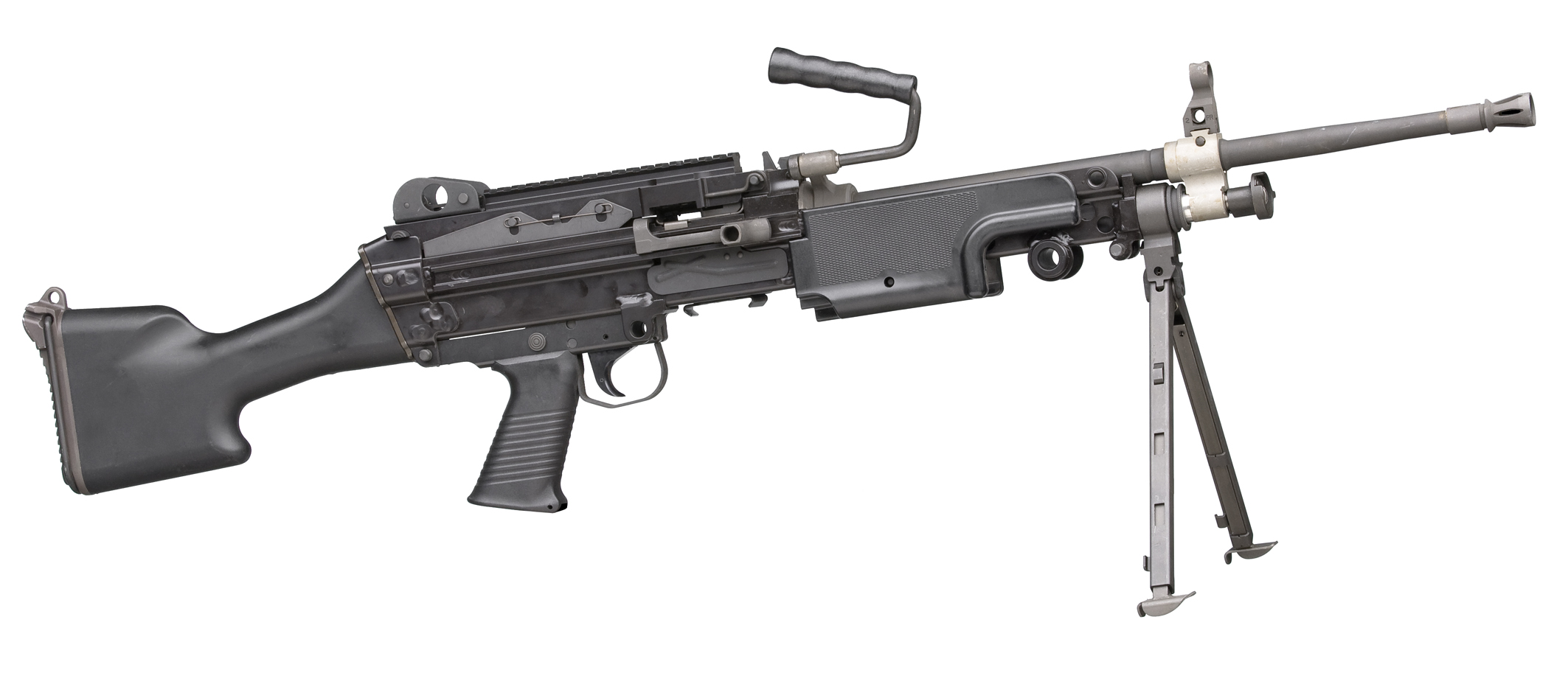
ミニミMk.2 ポリマー製銃床を装着している
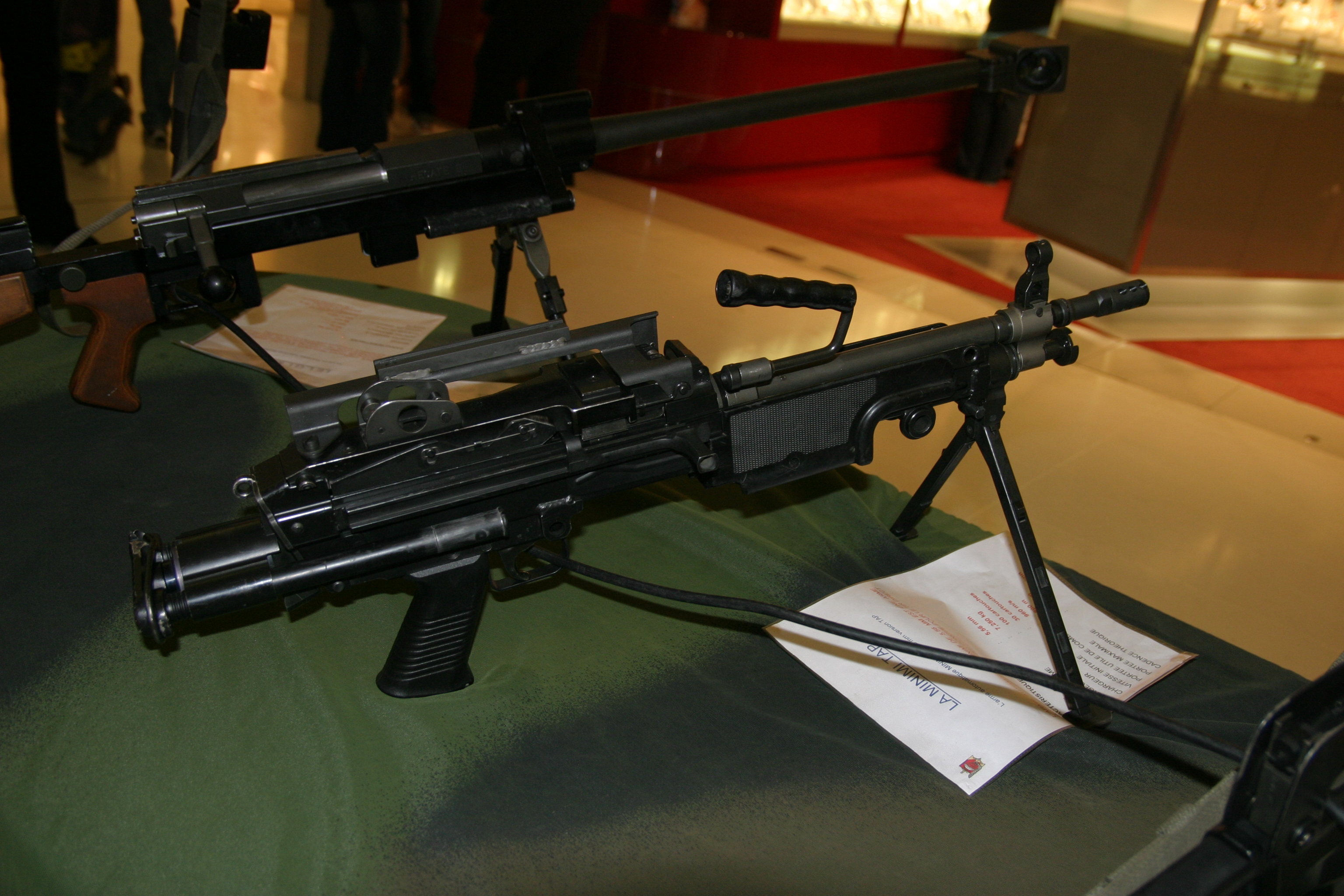
ミニミ空挺モデル（Paraとも） 銃床を畳んだ状態
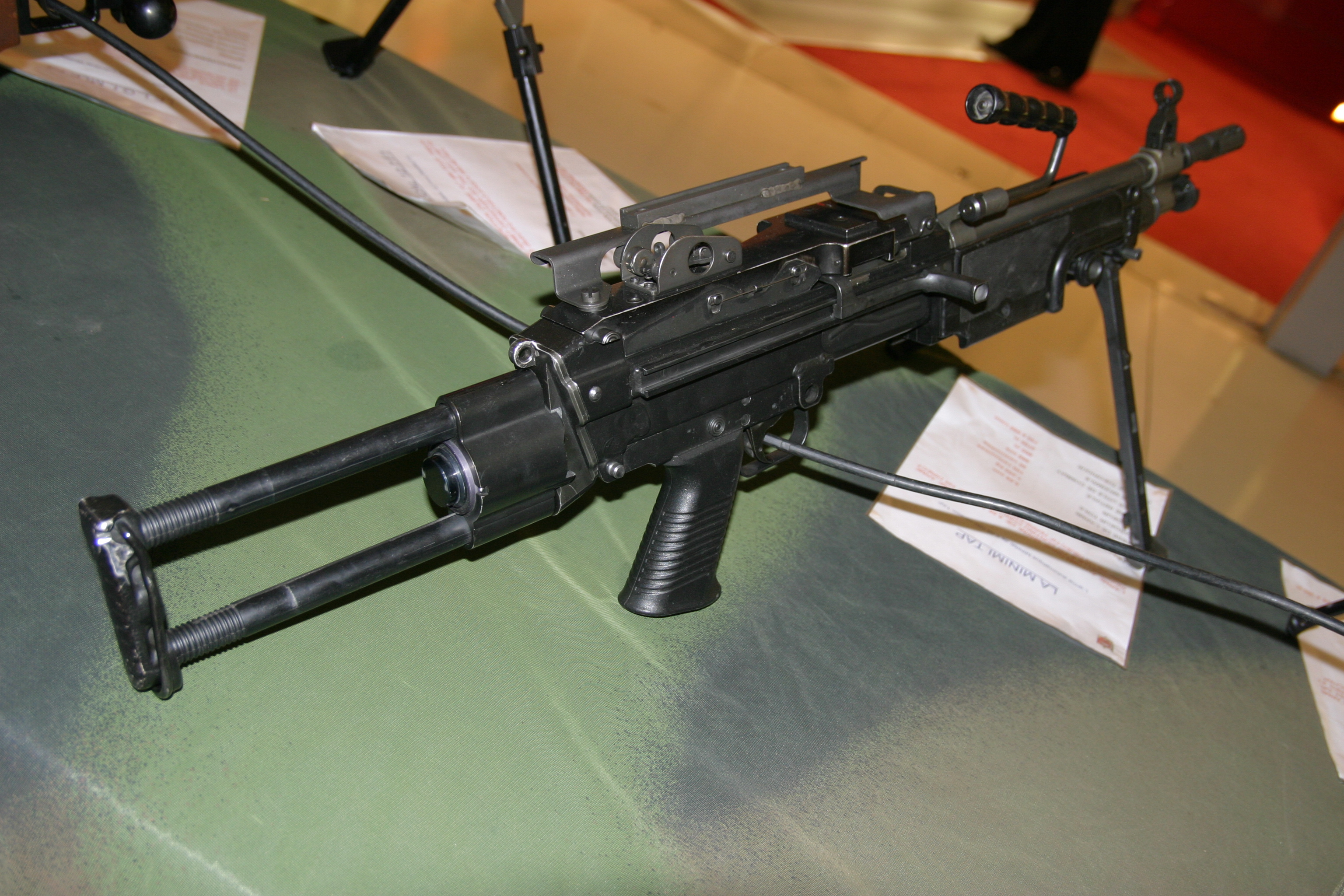
ミニミ空挺モデル 銃床を伸ばした状態
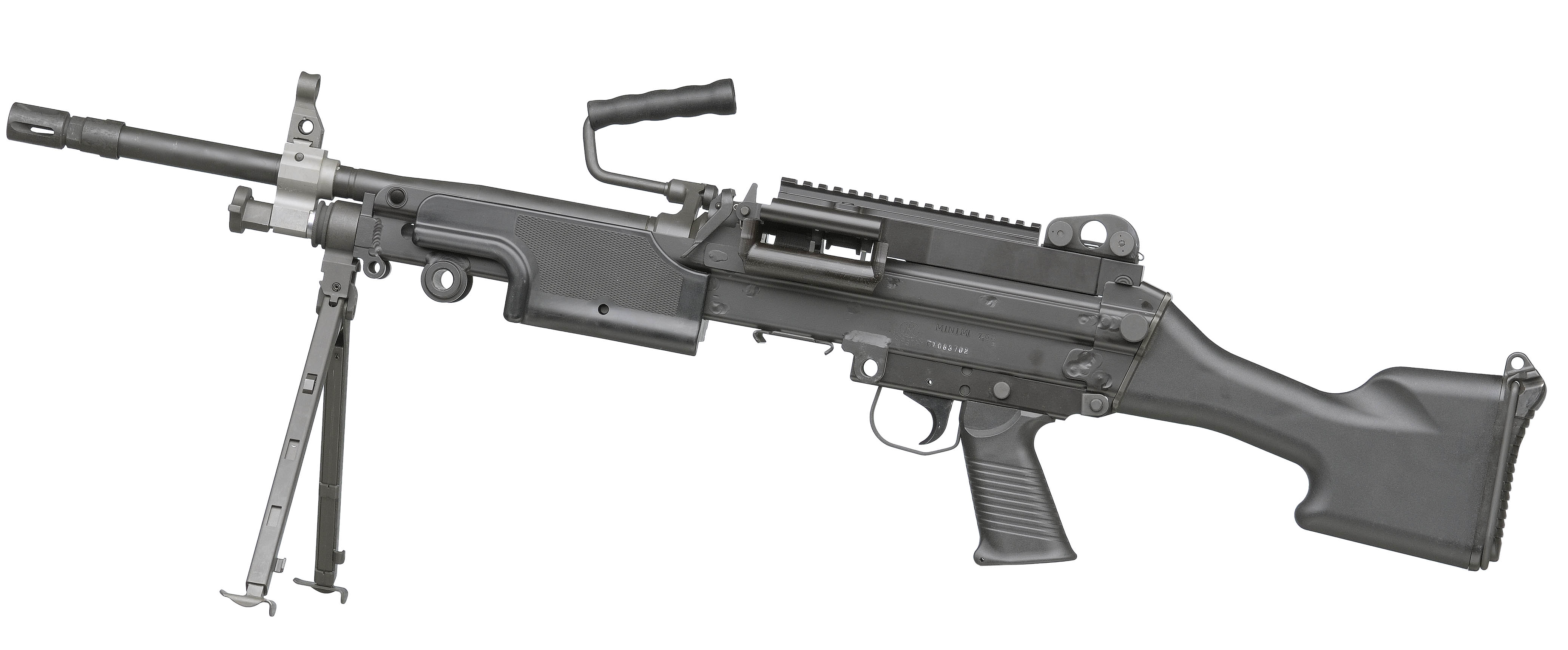
ミニミ7.62mm弾モデル
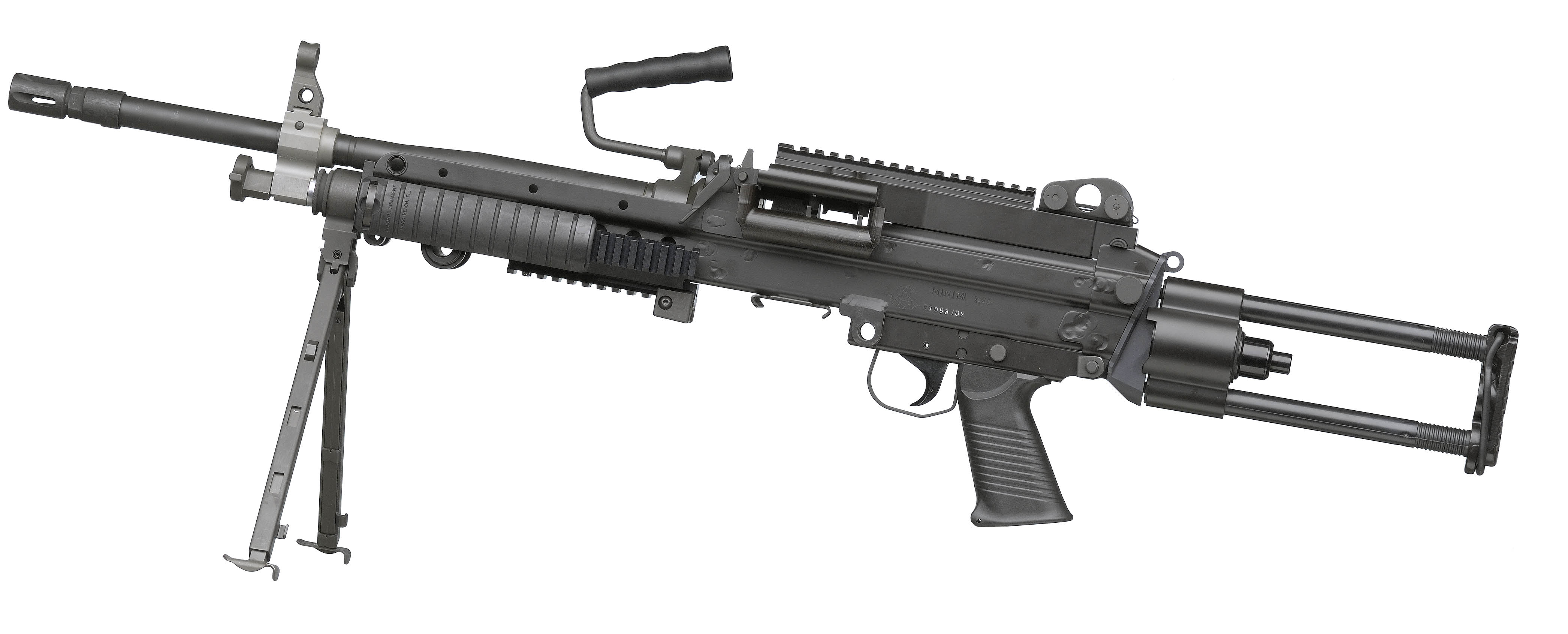
ミニミ7.62mm弾空挺モデル

## 採用国と運用者

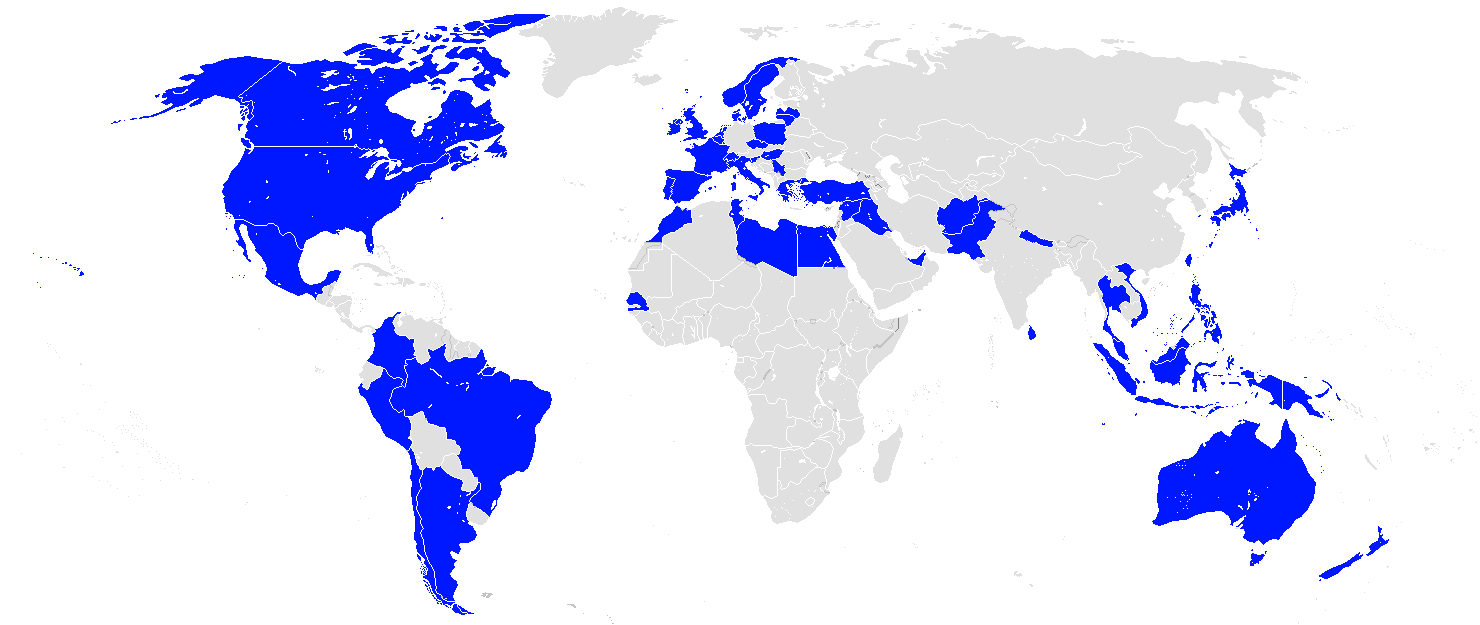
採用国

アイルランド
アイルランド国防軍陸軍レンジャー群にて空挺モデルを使用。
 アフガニスタン
アフガニスタン国軍がM249を採用している。
 アメリカ合衆国

M249軽機関銃として国産化され、陸軍・海兵隊の分隊用機関銃として広く配備されている。採用後まもなくのPIP（兵器改良プロジェクト）を端緒として順次に改良が重ねられているほか、空挺モデル（パラトルーパー）および特殊作戦モデル（SPW）も派生した。また特殊作戦軍向けとして、SPWを更に改良したMk 46、これを7.62ミリ口径に改設計したMk 48も派生している。
 アラブ首長国連邦
 アルゼンチン
M249を運用。
 イギリス
上記のように、ミニミはもともとイギリス軍SASの要請に応じて開発されたものだったこともあり、同国の特殊部隊では早くから導入されたものの、その他の部隊への配備は長く行われていなかった。その後、2001年にアフガニスタンへの派遣部隊のためにミニミ軽機関銃を緊急調達したのち、2004年には全軍で導入しており、標準モデルはL108A1、空挺モデルはL110A1として制式化された。しかしアフガニスタンでの経験から射程不足が認識されるようになり、2018年の決定によってミニミは廃止され、分隊レベルにもL7汎用機関銃を配備することになった。
 イスラエル
イスラエル国防軍（IDF）は、最初にミニミを5.56mm版SAWとして採用し、その品質を実戦で確かめた。限られた数のミニミが1990年代前半に購入され、南レバノンで実戦に使用された。
ミニミは確実に動作し、高い評価を得たが、1995年にイスラエル独自開発のIMI ネゲヴ（Negev）5.56mm軽機関銃が、よりイスラエル国防軍の要求に合致するものとして採用された。
 イタリア
イタリア軍が採用している。供給はベレッタ社。
 イラク
イラク特殊作戦部隊によってM249PIP、Mk46が採用。それぞれ固定銃床・スチール製伸縮銃床・新型伸縮銃床のモデルの存在が確認される。
 インドネシア
ピンダッド社がSM3の名で現地生産したものをインドネシア国軍が採用している。
 ウクライナ
2022年に勃発したロシアのウクライナ侵攻に際して、カナダからC9、ベルギーよりMk.1と空挺モデルがそれぞれ供与された。
 エジプト
 オーストラリア
F89として現地生産したものがオーストラリア陸軍に採用された。
特徴として、ピカティニー・レールと、1.5倍光学サイト（スコープ）が取り付けられ、また、フラッシュハイダーが長くなっている。9名からなる分隊が2丁を携行している。また、少数の空挺バージョンが、空挺部隊により使われている。
7.62mm弾モデル（Minimi 7.62 TR）もマキシミ（Maximi）として採用されている。
 オランダ
オランダ陸軍が歩兵用のFN MAGの代替機関銃として採用した（歩兵部隊の各小銃小隊には、砲手と支援員からなるFN MAGチームが配置される）。
 カナダ
供給はコルト・カナダ社。カナダ統合軍地上軍では、チューブ状スチール製銃床を備えた基本モデルをC9として制式化したのち、ピカティニー・レールを装備して3.4倍のElcan C79 スコープの装着に対応したC9A1、銃身を短縮するとともに銃床を折りたたみと伸縮が可能な4ポジションとしたC9A2と、順次に改訂を加えている。
 ギリシャ
ギリシャ陸軍と特殊部隊にて採用。
 キプロス
キプロス国家守備隊がMk.2Paraを運用。
 クロアチア

 コロンビア
コロンビア軍が使用。
 スイス
LMg 05（Leichtes Maschinengewehr 05）もしくはFM 05（Fusil mitrailleur 05）の名で呼ばれる。
 スウェーデン
Ksp 90としてスウェーデン陸軍が採用している。主力小銃がAk 4（H&K G3）からAk 5（FN FNC）に変更されたのに合わせ、軽機関銃もKsp 58（FN MAG）から変更された。より銃身が短いKsp 90 Bを導入し、ストックは収納式で、レッドドットサイトを装備することができた。レーザーポインターなどの追加アクセサリーを装着できる新しいハンドガードを装備するKsp 90 Cを採用し、Ksp 90 Cは現在主流となっている。
 スペイン
スペイン海軍がパラを採用している。通常の5.56mm NATO弾のほか、7.62mm NATO弾が使用できるモデルも採用。
 スリランカ

 スロバキア
スロバキア軍がパラを採用している。
 スロベニア
スロベニア軍がパラを採用している。
 セネガル
特殊部隊が採用。
 セルビア

 タイ

 チリ
チリ陸軍が採用。
 チェコ
Uk vz. 59の後継として7.62mm弾モデルを採用。このほかM249の派生型や、特殊部隊向けにMk 48が採用された。
 中華民国（台湾）
細部に独自改良を加えた物を75式班用機槍(T75)の名で採用している。
 デンマーク
デンマーク陸軍の特殊部隊である猟兵中隊にて採用。
 トルコ
トルコ陸軍と警察総局が採用。
 パプアニューギニア
オーストラリア製のF89を使用している。
 ハンガリー
特殊部隊でSAWを採用している。
 フィリピン
フィリピン軍が2007年に採用を決定したものの、後にこの決定は覆されて、大韓民国のK3に変更された。ただしこれもミニミのコピー商品である。
 ベトナム
ミニミMk3を採用。
 ペルー
ペルー海軍が採用。
 ベルギー
ベルギー陸軍が基本型（名称はM2）とパラ（M3）を採用している。
 ポーランド
GROMやJWK、Formozaと言った、軍の特殊部隊が採用している。
 ポルトガル
ポルトガル陸軍が2019年に1000挺の5.56mm弾モデルのMk.3、及び400挺の7.62mm弾モデルMk.3を導入。
 マレーシア
マレーシア陸軍がHK11A1機関銃の後継として採用している。
 ニュージーランド
カナダ製のC9をニュージーランド陸軍が採用していたが、7.62mm仕様のミニミ7.62 T.R.を7.62 LSW Minimiとして2013年より5.56mm仕様のミニミの後継として採用した。
 ネパール
ネパール陸軍は5,500丁のミニミを使用している。2002年7月11日にベルギー政府により供給された。
 ノルウェー
2011年に採用。2021年9月、ノルウェー国防省はMINIMI（ミニミ）の第三世代である7.62mm FN MINIMI Mk3 機関銃4000挺を新たに購入する契約を締結、この契約には7年間に渡るスペアパーツの供給、20年間に及ぶ保守契約も含まれる。
 東ティモール
東ティモール国防軍で使用。
 ブラジル

 フランス
AAT-F1の名称でフランス陸軍内で広く使われている。
 ラトビア
 ルクセンブルク

 ルーマニア
アメリカ製のM249を特殊部隊が使用する。
 日本
住友重機械工業がライセンス生産を行い、「5.56mm機関銃MINIMI」の名称で陸海空の三自衛隊が採用している。
陸上自衛隊では62式7.62mm機関銃の後継として1993年（平成5年）度予算から調達を開始し、2017年（平成29年）度予算までに4,922丁を調達している。当初の調達価格は約200万円だったが、その後約327万円まで値上がりした（2017年（平成29年）度時点）。
航空自衛隊では基地警備隊やUH-60Jの自衛用火器として、海上自衛隊では護衛艦の搭載火器として調達されている。ライセンス生産されたMINIMIは、専用のアタッチメントで62式の三脚が装着可能で、精密な射撃を要求される際に使用される。さらに長距離の射撃の際には「直接照準眼鏡」（スコープ）を装着する場合もある。また、微光暗視装置を装着する例もある。
自衛隊が採用したのは、金属チューブ製の銃床を備えるいわゆるスタンダード型（初期型）をベースに、銃身交換レバーの形状が異なるなど、独自の改良が施されている。銃本体側面に「5.56mm機関銃MINIMI」との刻印が入る。銃身上部に独自のヒートカバー（上部被筒）が取り付けられているのが外見上の特徴。このカバーはアメリカ軍と同様に採用後に装備されるようになった後付け品であるが、中央の列の放熱口が7つ（従来品は8つ）に減少しているなど、形状が異なる。また、STANAG マガジン用の装填の弾倉止めは、空包による射撃訓練ができなくなるために使用されていない。
2013年（平成25年）12月18日、防衛省は過去数十年間に渡り検査データを改ざんし、要求性能に満たない機関銃を防衛省に納入したとして、製造元の住友重機械工業を5ヶ月間の指名停止処分にしたと発表した。改ざんは1979年（昭和54年）以降、少なくとも5,350挺、12.7mm重機関銃、7.62mm機関銃、5.56mm機関銃の3種類が納入されたとされる。このデータ改ざんが発覚する以前から、現場の隊員においては住友重機械工業製のMINIMIは低性能であると認識されていたという。2021年（令和3年）4月、住友重機械工業が機関銃の生産および5.56mm機関銃の開発から撤退することが公表された。一方で機関銃のメンテナンスや、整備用の部品の生産は続ける方針。
MINIMIそのものの旧式化や前述した調達中止のため、陸上自衛隊の次期機関銃選定が行われた。陸上自衛隊は引続き5.56mm口径を使用する方針であり、MINIMI Mk3とドイツのヘッケラー&コッホのH&K MG4の候補から、MINIMI Mk3が採用された。名称は「5.56mm機関銃MINIMI(B)」として、国内生産ではなく輸入により調達されている。MINIMI(B)は3,100挺の調達が予定されており、これは未調達の約800丁分の調達用に加え、既存のMINIMI MK1もこのMINIMI(B)で順次置き換えられていく予定。MINIMI(B)の調達価格は約190万円。

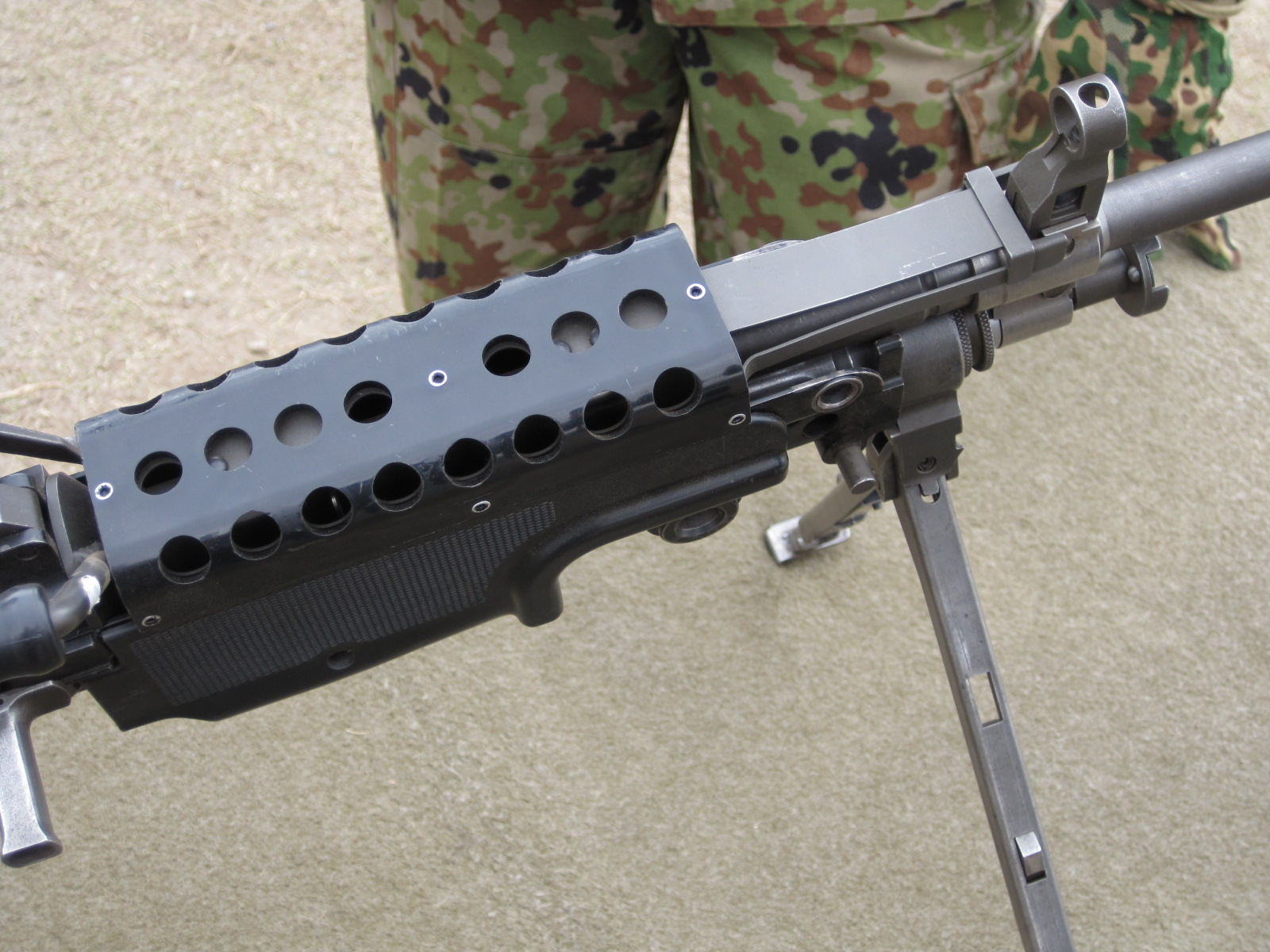
諸外国の物とは形状の異なる、自衛隊独自のヒートカバー（上部被筒）
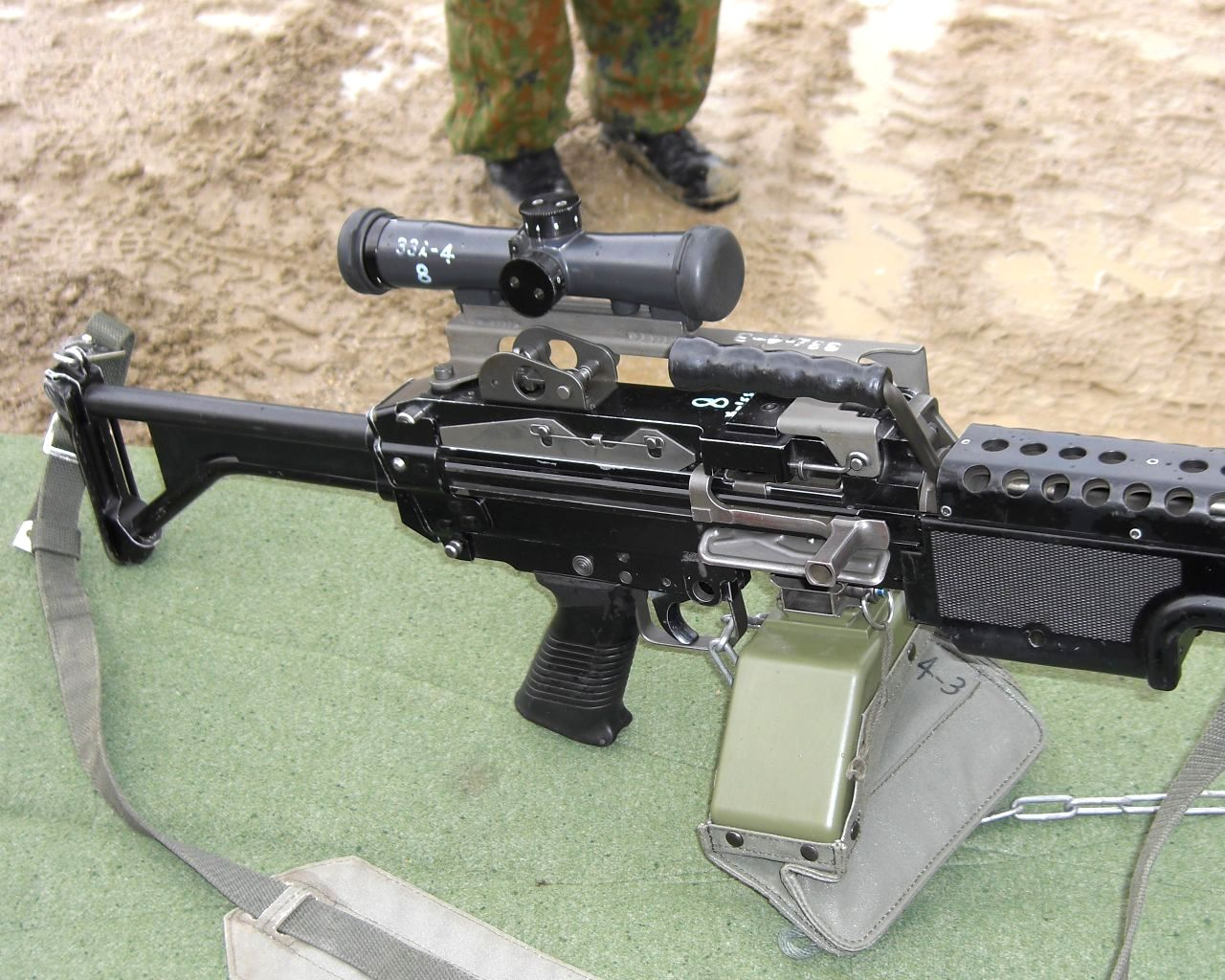
フィードカバー上部左側に固定された直接照準眼鏡（陸上自衛隊）
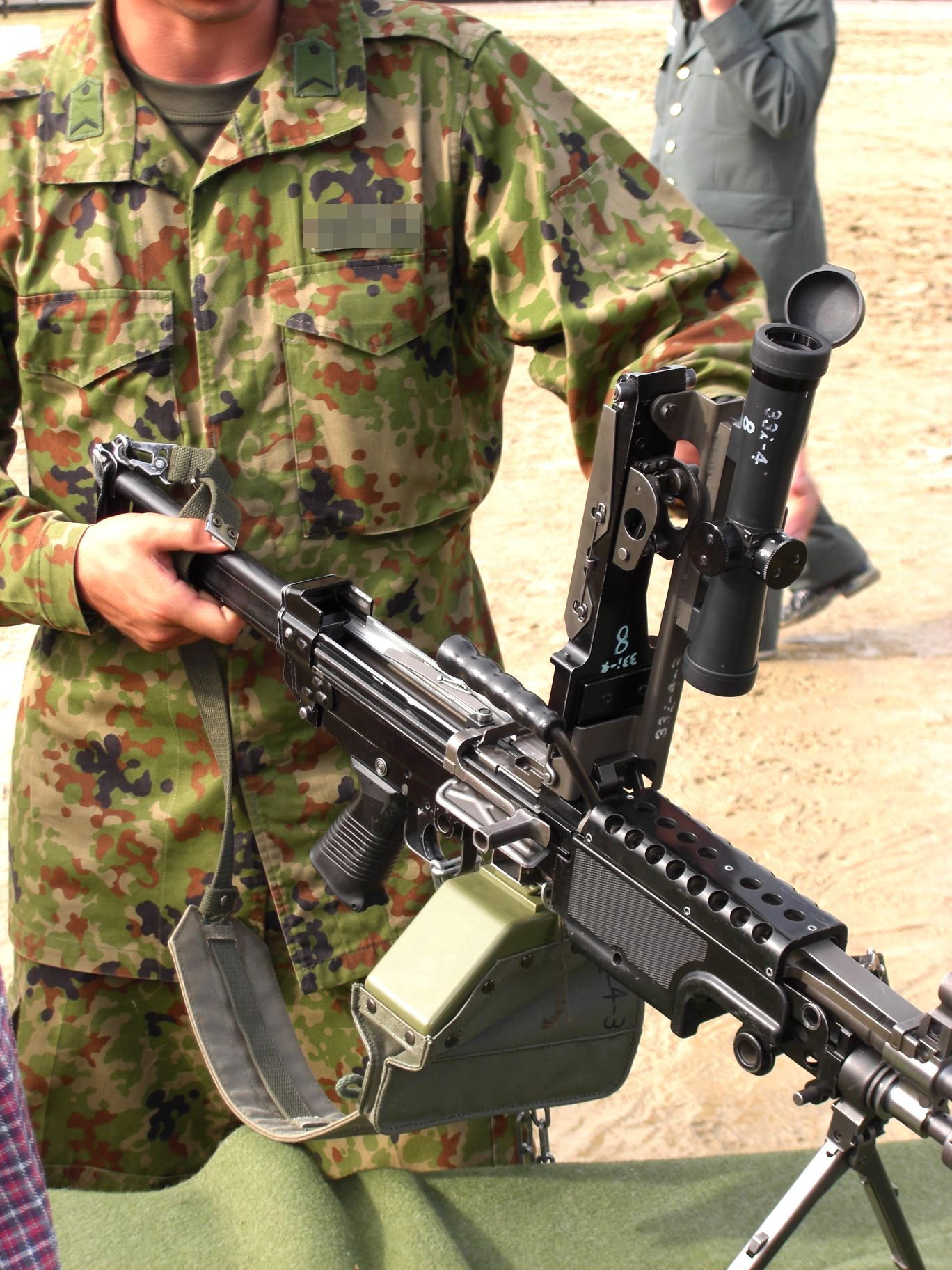
直接照準眼鏡を装着した5.56mm機関銃MINIMIのフィードカバーを開ける陸上自衛隊員

| 予算計上年度         | 調達数  |
| -------------------- | ------- |
| 平成5年度（1993年）  | 96丁    |
| 平成6年度（1994年）  | 146丁   |
| 平成7年度（1995年）  | 192丁   |
| 平成8年度（1996年）  | 177丁   |
| 平成9年度（1997年）  | 141丁   |
| 平成10年度（1998年） | 184丁   |
| 平成11年度（1999年） | 157丁   |
| 平成12年度（2000年） | 174丁   |
| 平成13年度（2001年） | 202丁   |
| 平成14年度（2002年） | 193丁   |
| 平成15年度（2003年） | 267丁   |
| 平成16年度（2004年） | 252丁   |
| 平成17年度（2005年） | 343丁   |
| 平成18年度（2006年） | 348丁   |
| 平成19年度（2007年） | 416丁   |
| 平成20年度（2008年） | 356丁   |
| 平成21年度（2009年） | 405丁   |
| 平成22年度（2010年） | 195丁   |
| 平成23年度（2011年） | 212丁   |
| 平成24年度（2012年） | 200丁   |
| 平成25年度（2013年） | 188丁   |
| 平成28年度（2016年） | 30丁    |
| 平成29年度（2017年） | 48丁    |
| 合計                 | 4,922丁 |

| 予算計上年度        | 調達数  |
| ------------------- | ------- |
| 令和5年度（2023年） | 514丁   |
| 令和6年度（2024年） | 635丁   |
| 合計                | 1,149丁 |

## 類似品
- 大宇 K3 - 大宇精密工業が製造しているミニミの亜種[22]。
- IMI ネゲヴ - イスラエルで、本銃に範をとって開発された軽機関銃[15]。
- CS/LM8（中国語版） - 中国の北方工業公司が製造しているミニミのデッドコピー品。